# قلنسوي شرذمي
قلنسوي شرذمي (الاسم العلمي: Mycena manipularis) هو نوع من الفطريات يتبع جنس القلنسوي من الفصيلة القلنسوية.